# Le retour (película de 2023)
Le retour (título internacional: Homecoming) es una película dramática francesa de 2023 dirigida por Catherine Corsini. El drama sigue a una trabajadora doméstica y sus hijas cuando regresan a su antigua tierra natal de Córcega por primera vez después de dejarla trágicamente hace años. Los papeles principales fueron asumidos por Aïssatou Diallo Sagna, Esther Gohourou y Suzy Bemba.
La película se estrenará en el Festival de Cine de Cannes en mayo de 2023 y llegará a los cines franceses más adelante en el año.

## Sinopsis
Kheìdidja tiene unos 40 años y es madre de dos hijas adolescentes, Jessica y Farah. Trabaja para una familia adinerada de París. Un día, sus jefes le ofrecen la oportunidad de pasar el verano en Córcega y cuidar de sus hijas. Aunque Kheìdidja y sus hijas abandonaron la isla hace 15 años en trágicas circunstancias, acepta. La acompañan Jessica y Farah. Mientras las niñas disfrutan al máximo del verano y viven sus primeras experiencias amorosas, Khédidja lucha con sus recuerdos. Sin embargo, el viaje le ofrece la oportunidad de descubrir una parte de su historia. Madre e hijas también estrechan sus lazos.

## Premios y nominaciones
Por Le retour, Corsini recibió su tercera invitación para competir por la Palma de Oro, el máximo galardón del Festival de Cine de Cannes.